# Nicholas Wadada
Nicholas Wadada Wakiro (ur. 17 lipca 1994 w Lugazi) – ugandyjski piłkarz występujący na pozycji obrońcy. Jest wychowankiem Vipers FC, z którym w 2015 i 2017 roku został mistrzem Ugandy. W 2018 przeszedł do tanzańskiego Azam FC, a w 2022 do Ihefu SC. W reprezentacji Ugandy gra od 2012 roku. Został powołany na Puchar Narodów Afryki 2017.